# Мідл Баттон Айленд (національний парк)
Національний парк Мідл-Баттон-Айленд — індійський національний парк, розташований на Андаманських і Нікобарських островах. Парк був створений у 1979 році і розташований близько 200 км (124 миля) на північний схід від Порт-Блер, столиці групи островів. Загальна площа національного парку становить близько 64 км2 (25 миля2). Разом із сусідніми островами Північний Баттон і Південний Баттон, обидва також національні парки, він є частиною морського національного парку Рані Джгансі біля узбережжя острова Південний Андаман.

## Пам'ятки та заходи
На острові панує океанічний клімат, пом'якшений навколишнім морем. Середня температура коливається приблизно від 20 та 30 °C (68 та 86 °F). Протягом південно-західного сезону мусонів із червня по жовтень на острів випадає багато дощів, а більшість відвідувачів приїжджає з грудня по квітень. Доступ можливий на човні з Порт-Блера, і відвідувачі повинні зв'язатися з офісом парку, щоб отримати інформацію про засоби підводного плавання, дозволи на в'їзд, час відвідування та вартість. У парку немає житла, але відвідувачі можуть організувати пакети для ночівлі на борту суден або розбити табори за попереднім дозволом від адміністрації парку.

## Флора і фауна
Острів покритий вологим листяним лісом і оточений піщаними пляжами та мілководними морями з чистою водою. Деякі з наявних дерев і кущів: ротангова пальма Calamus palustris, плетистий бамбук Dinochloa andamanica і Parishia insignis, Calophyllum soulattri, Artocarpus, Canarium, Dipterocarpus grandiflorus, Dipterocarpus pilosus, Endospermum chinensis, Hopea odorata, Salmalia insignis, Сидероксилон, Aprosa villosula, Baccaurea sapida, Caryota mitis та Dinochloa palustris.
Серед тварин, що трапляються на суходолі, є плямисті олені, водяні ящірки та варани. Морська фауна парку: дюгоні, дельфіни, морські черепахи, риб і багато видів коралів. Біля узбережжя повідомлялося про появу синіх китів.